# Pavio

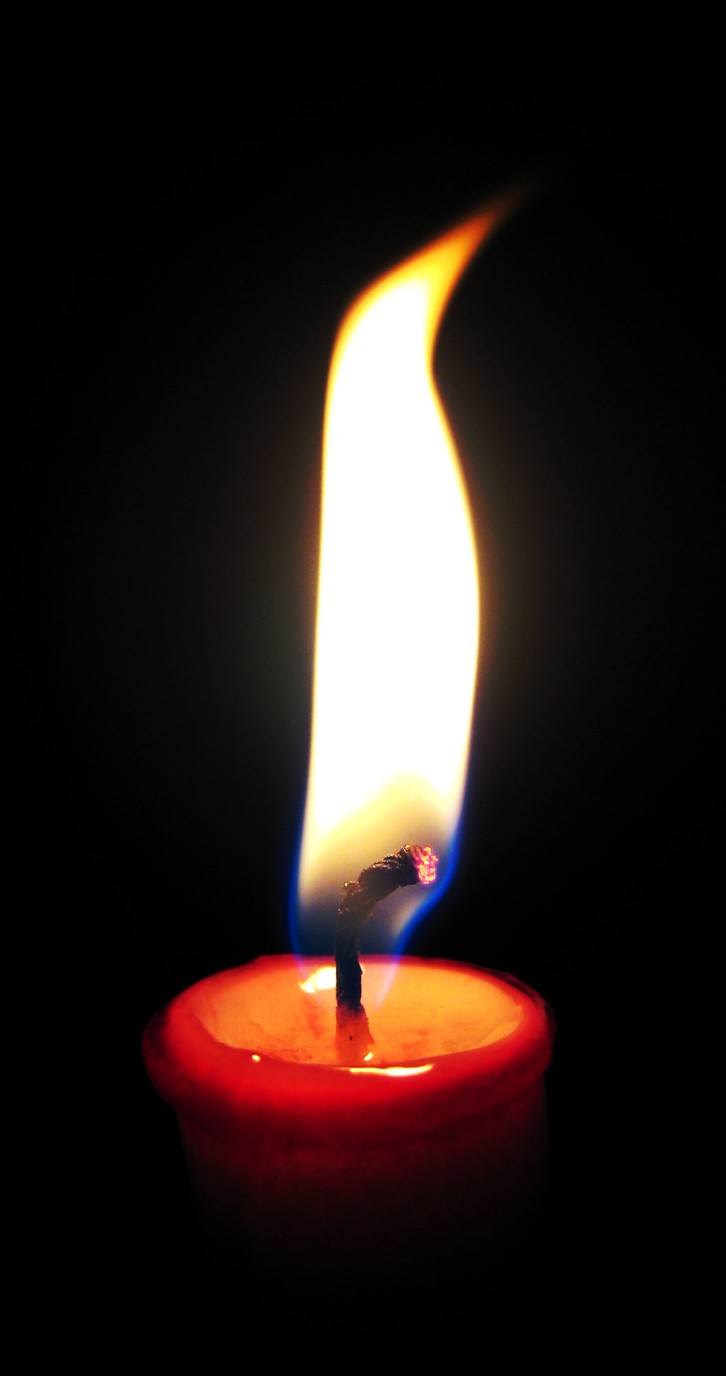
Detalhe de um pavio aceso, numa vela.

Pavio, torcida ou mecha é o nome que se dá ao fio no qual se coloca fogo em candeeiros ou velas, a fim de que produzam claridade.
Geralmente feito em algodão, o pavio mantém-se aceso graças ao material combustível que o alimenta. No caso das velas, a parafina derretida; nos lampiões ou candeeiros, o óleo, querosene ou outro líquido comburente.
As características do pavio determinam a intensidade da iluminação produzida. Pavios de maior diâmetro produzem chamas maiores, ao passo que consomem mais rapidamente o combustível e a si próprios. 
Antigamente havia uma espécie de tesoura, que permitia aparar a ponta dos pavios, nos castiçais usados para clarear ambientes, a fim de que as velas pudessem produzir mais claridade.
É também usado para detonação de dinamites em pedreiras, dependendo do local, do material a ser explodido, os pavios podem ter grandes comprimentos, dando à pessoa que o está acendendo, uma distância segura e tempo para se proteger.
São chamados de pavios de pólvora, que se inflamam mais rapidamente que os de parafina nas velas, deve ser manuseado com muito cuidado, pela grande quantidade de calor que expele e pela velocidade com que se queima.